# Pantelis Kafes
Pantelis Kafes (Grieks: Παντελής Καφές) (Veria, 24 juni 1978) is een Griekse voormalig voetballer die bij voorkeur als middenvelder speelde. Hij kwam van 1994 tot en met 2013 uit voor achtereenvolgens PAE Veria, PAOK Saloniki, Olympiakos Piraeus, AEK Athene en PAE Veria. Kafes was van 2001 tot en met 2011 international in het Grieks voetbalelftal, waarvoor hij 41 wedstrijden speelde en drie keer scoorde. Hij won met de nationale ploeg het EK 2004.
Kafes droeg zowel bij Olympiakos als bij AEK Athene het rugnummer 1, dat doorgaans voor een keeper is weggelegd.

## Carrière
| seizoen | club               | land        | competitie    | wed. | goals |
| ------- | ------------------ | ----------- | ------------- | ---- | ----- |
| 1994/95 | PAE Veria          | Griekenland | Alpha Ethniki | 15   | 2     |
| 1995/96 | PAE Veria          | Griekenland | Alpha Ethniki | 28   | 5     |
| 1996/97 | PAE Veria          | Griekenland | Alpha Ethniki | 0    | 0     |
|         | PAOK Saloniki      | Griekenland | Alpha Ethniki | 4    | 0     |
| 1997/98 | PAOK Saloniki      | Griekenland | Alpha Ethniki | 14   | 2     |
| 1998/99 | PAOK Saloniki      | Griekenland | Alpha Ethniki | 27   | 7     |
| 1999/00 | PAOK Saloniki      | Griekenland | Alpha Ethniki | 26   | 4     |
| 2000/01 | PAOK Saloniki      | Griekenland | Alpha Ethniki | 27   | 4     |
| 2001/02 | PAOK Saloniki      | Griekenland | Alpha Ethniki | 23   | 4     |
| 2002/03 | PAOK Saloniki      | Griekenland | Alpha Ethniki | 25   | 8     |
| 2003/04 | Olympiakos Piraeus | Griekenland | Alpha Ethniki | 30   | 4     |
| 2004/05 | Olympiakos Piraeus | Griekenland | Alpha Ethniki | 21   | 2     |
| 2005/06 | Olympiakos Piraeus | Griekenland | Alpha Ethniki | 27   | 5     |
| 2006/07 | Olympiakos Piraeus | Griekenland | Super League  | 8    | 0     |
|         | AEK Athene         | Griekenland | Super League  | 7    | 1     |
| 2007/08 | AEK Athene         | Griekenland | Super League  | 25   | 3     |
| 2008/09 | AEK Athene         | Griekenland | Super League  | 27   | 3     |
| 2009/10 | AEK Athene         | Griekenland | Super League  | 29   | 5     |
| 2010/11 | AEK Athene         | Griekenland | Super League  | 24   | 3     |
| 2011/12 | AEK Athene         | Griekenland | Super League  | 26   | 1     |
| 2012/13 | PAE Veria          | Griekenland | Super League  | 14   | 1     |
|         |                    |             | totaal        | 427  | 64    |